# Charlotte-Köhler-Preis
Der Charlotte-Köhler-Preis (niederl.: Charlotte Köhler Prijs) ist ein niederländischer Literaturpreis, der seit dem Jahr 1988 alle drei Jahre von der Charlotte-Köhler-Stiftung (Stichting Charlotte Kohler) verliehen wird.
Die Stiftung steht unter der Schirmherrschaft der Vereinigung der Literaturwissenschaften (Vereniging van Letterkundigen). Der Preis ist nach der Schauspielerin und Vortragskünstlerin Charlotte Köhler (1892–1977) benannt. Er wird im Wechsel für die Kategorien Prosa, Poesie und Theater ausgelobt.
Das Preisgeld belief sich lange auf 18.000 Euro (von 1988 bis 1993: 25.000 Gulden; 1998: 40.000 Gulden). Es wird aus dem Nachlass von Charlotte Köhler bezahlt. Im Jahr 2017 betrug die Dotierung 15.000 Euro.
Die Charlotte-Köhler-Stiftung stiftet ebenfalls das jährliche Charlotte Köhler Stipendium für Nachwuchsautoren.

## Preisträger
- 2017
- Gewinner: Alfred Schaffer für Mens Dier Ding;[6] Genre: Poesie
- Jury: Laurens Ham, Erwin Jans, Miek Zwamborn

- 2014
- Gewinner: Ad de Bont,[7] Prämiertes Werk: Gesamtes Œuvre, insbesondere sein Theaterstück Mehmet de Veroveraar, Genre: Theater (toneel)
- Jury: Simon van den Berg, Rob de Graaf und Marijn van der Jagt

- 2011
- Gewinnerin: Mensje van Keulen,[8] Prämiertes Werk: Een goed verhaal (2009), Genre: Prosa
- Jury: Jacqueline Bel, Elsbeth Etty und Thomas Verbogt

- 2008
- Gewinner: Jean Pierre Rawie,[9] Prämiertes Werk: Verzamelde verzen (2004), Genre: poëzie
- Jury: Harry Bekkering, Jacques Klöters und Peter Verstegen

- 2007
- Gewinner: Anne Holtrop
- 2003
- Gewinner: Rob de Graaf,[10] Prämiertes Werk: Neanderdal (2001), Genre: (Theater) toneel
- Jury: Marian Buijs, Ruud Engelander und Hans van Hechten

- 1998
- Gewinner: Willem G. van Maanen,[11] Prämiertes Werk: Vrouw met Dobermann (1997), Genre: Roman
- Jury: Robert Anker, Daan Cartens und Nicolette Smabers

- 1993
- Gewinner: H.H. ter Balkt,[12] Prämiertes Werk: In de branderij van het absolute (1990), Laaglandse hymnen (1991) und Ode aan de Grote Kiezelwal (1992), Genre: Poesie
- Jury: Frida Balk-Smit Duyzentkunst, Bert Schierbeek und Rogi Wieg

- 1988
- Gewinnerin: Judith Herzberg,[13] Prämiertes Werk: Leedvermaak (1982), Genre: Theater (toneel)
- Jury: Cox Habbema, Ritsaert ten Cate, Hanna Bobkova, Titus Muizelaar und Sam Bogaerts